# Margaret Stewart (född omkring 1455)
Margaret Stewart, född omkring 1455, död mellan 1480 och 1500, var en skotsk prinsessa, dotter till kung Jakob II av Skottland och Maria av Gueldres.
Hon gifte sig aldrig, och är känd för sina kärleksrelationer: hon ryktades ha ett förhållande med sin bror kung Jakob III av Skottland. Vad man säkert vet är att hon tillsammans med William Crichton, 3:e lord Crichton fick dottern Margaret Crichton.